# Marzahner Basket Bären
Die Marzahner Basket Bären e.V. sind ein Berliner Basketballverein, der am 19. Juni 1990 von Sportlehrern aus dem Bezirk Marzahn und Umgebung gegründet wurde und 2002 den Verein TiPIN Berlin übernahm. Als oberste Aufgabe wird die Jugendarbeit gesehen, die Kindern- und Jugendlichen eine Alternative zu Kriminalität und Drogen geben soll. In den 1990er Jahren nahmen über 300 Mitglieder aktiv am Trainings- und Spielbetrieb der Basket Bären teil. Momentan haben die Marzahner Basket Bären knapp über 200 aktive Mitglieder. Doch trotz der generell zurückgehenden Mitgliederzahlen stieg das spielerische Niveau im Erwachsenenbereich stetig an.
Durch eine gut strukturierte Entwicklung der Spieler im Verein, konnten bereits viele Spieler der Marzahner Basket Bären in der Nationalmannschaft und den verschiedenen Berliner Auswahlmannschaften antreten. Zu den bekanntesten ehemaligen Marzahner Spielern gehören die Bundesliga-Spieler Robert Kulawick, Oskar Faßler, Andreas Seiferth und Martin Seiferth.
2006 wurde die männliche U16-Mannschaft Deutscher Meister nach einem Kantersieg über den FC Bayern München. Die 1. Damen, unter der Leitung von Michael Klukas, haben zurzeit mit einer bisher eindrucksvollen Saison ihren Anspruch auf einen Aufstiegsplatz in die 2. Bundesliga. Die 1. Herren, unter der Leitung von Marco Bulla, spielen seit Jahren ebenfalls auf einem hohen Niveau in der 2. Regionalliga Ost im oberen Tabellendrittel mit.
Der Verein fusionierte 2007 mit 2 weiteren Vereinen zu den Berlin Baskets.